# 253e division de fusiliers (1re formation)
Pour les articles homonymes, voir 253e division.
La 253e division de fusiliers (russe : 253-я стрелковая дивизия)  est une division d'infanterie de l'Armée rouge pendant la Seconde Guerre mondiale.
Elle est organisée selon le shtat (tableau d'effectifs et de dotation) du 5 avril 1941 avec des modifications dues à l'urgence face à l'invasion allemande. Bien qu'elle soit affectée au front du Sud début août, elle n'a probablement jamais été complètement formé, car sa zone de recrutement est envahie par le Groupe d'armées Sud au cours des premières semaines de ce mois. La division est officiellement dissoute le 19 septembre.

## Historique
La 253e division de fusiliers commence à se former le 10 juillet dans la région de Kryvyï Rih du district militaire d'Odessa. Une fois formée, la division devait avoir l'ordre de bataille suivant :
- 975e régiment de fusiliers
- 981e régiment de fusiliers
- 983e régiment de fusiliers
- 808e régiment d'artillerie
- 327e bataillon antichar
- 540e bataillon antiaérien
- 346e compagnie de reconnaissance
- 551e bataillon de sapeurs
- 627e bataillon des transmissions
- 330e bataillon médical/sanitaire
- 292e compagnie de défense chimique
- 521e bataillon de transport automobile
- 363e boulangerie de campagne
- 767e station postale de campagne
- 1508e bureau extérieur de la Banque d'État

Le colonel Mikhaïl Alexandrovitch Koudriavtsev prend le commandement de la division le jour où elle commence à se former et il restera à ce poste pendant toute la durée de la 1re formation. Comme la plupart des divisions formées dans ce district en juillet et août, elle manque lourdement de mitrailleuses, d'armes lourdes, de camions et de matériel de communication de base  ; l'absence de bataillon antichar est à noter. La 253e division atteint officiellement le front de combat le 5 août et passe sous le commandement direct du front sud, mais n'est jamais affecté à une armée. La situation ne s'améliore pas lorsque le Panzergruppe 1 envahit la région de Kryvyï Rih le 15 août, et bien que la division ait été identifiée au front par les renseignements allemands, elle n'a probablement jamais été complètement formée. Elle est officiellement dissoute le 19 septembre.
Une nouvelle 253e division est formée dès le début du mois d'octobre.